# Solenophora abietorum
Solenophora abietorum là một loài thực vật có hoa trong họ Tai voi. Loài này được Standl. & Steyerm. miêu tả khoa học đầu tiên năm 1947.